# Аркадија (ћерка цара Аркадија)
Аркадије (3. априла 400 – 444) била је трећа ћерка римског цара Аркадија ( в. 383–408 ) и царице Елије Евдоксије и припаднице Теодосијеве династије .

## Живот
Њен брат био је наследник и будући цар Теодосије II ( в. 402–450 ). По узору на своју старију сестру Еелију Пулхерију положила је завет невиности, али се за разлику од ње никада није удала, посветивши се вери. Аркадија је умрла 444. године.

### Конструкције
У Цариграду је наредила да се код Сатурнинове капије  сагради манастир посвећен Светом Андреју . Зграда, названа и Родофилион ( Грчки: Ροδοφύλιον   ) лежао око 600 м. западно од капије.  У великој мери трансформисана, манастирска црква сада је Коча Мустафа-пашина џамија у Истанбулу .  Аркадија је у Цариграду саградила два двора и могуће једно купатило .